# Irina Snopova
Irina Sergeïevna Snopova (russe : Ирина Сергеевна Снопова), née le 7 juin 1995 à Volgograd, est une joueuse internationale russe de handball évoluant au poste d'arrière droite.

## Palmarès

### Club
compétitions nationales
- championne de Russie en 2016 (avec Handball Club Astrakhanochka)

### Sélection nationale
championnats d'Europe
- finaliste du championnat d'Europe 2018

autres
- finaliste du championnat du monde jeunes en 2012[1]